# Thạch Long, Bình Đỉnh Sơn
Thạch Long (tiếng Trung: 石龙区; bính âm: Shílóng qū) là một khu của địa cấp thị Bình Đỉnh Sơn, tỉnh Hà Nam, Trung Quốc.

### Nhai đạo
- Cao Trang (高庄街道)
- Long Hưng (龙兴街道)
- Nhân Dân Lộ (人民路街道)
- Long Hà (龙河街道)